# 제천 분기점
제천 분기점(堤川分岐點, Jecheon Junction, 제천JC)은 충청북도 제천시 금성면 월림리와 위림리에 걸쳐 설치된 평택제천고속도로와 중앙고속도로가 만나는 분기점이자 평택제천고속도로의 종점이다. 2015년 6월 30일에 개통되었다.

## 연혁
- 2009년 5월 26일 : 분기점 신설을 위해 제천시 도시계획시설 교통광장에 금성면 월림리 일원을 제천 분기점으로 고시[1]
- 2014년 12월 8일 : 2015년까지 남제천 나들목 구조 변경을 위해 제천시 도시계획시설 교통광장 면적 변경[2]
- 2015년 6월 30일 : 평택제천고속도로 동충주 나들목 ~ 제천 분기점 23.9km 구간 개통에 따라 통행 개시[3]

## 구조물 정보
변형된 트럼펫형 입체 교차로이며, 영월 연장을 위한 구조로 되어 있는 것이 특징이다.
- 위치: 충청북도 제천시 금성면 월림리, 위림리

## 접속하는 노선

### 평택방면
- 평택제천고속도로 (15번)

### 부산・춘천방면
- 중앙고속도로 (28-1번)